# Liste der Landschaftsschutzgebiete im Landkreis Schwandorf
Im Landkreis Schwandorf gibt es 14 Landschaftsschutzgebiete. (Stand: November 2018)

## Hinweise zu den Angaben in der Tabelle
- Gebietsname: Amtliche Bezeichnung des Schutzgebietes
- Bild/Commons: Bild und Link zu weiteren Bildern aus dem Schutzgebiet
- LSG-ID: Amtliche Nummer des Schutzgebietes
- WDPA-ID: Link zum Eintrag des Schutzgebietes in der World Database on Protected Areas
- Wikidata: Link zum Wikidata-Eintrag des Schutzgebietes
- Ausweisung: Datum der Ausweisung als Schutzgebiet
- Gemeinde(n): Gemeinden, auf denen sich das Schutzgebiet befindet
- Lage: Geografischer Standort
- Fläche: Gesamtfläche des Schutzgebietes in Hektar
- Flächenanteil: Anteilige Flächen des Schutzgebietes in Landkreisen/Gemeinden, Angabe in % der Gesamtfläche
- Bemerkung: Besonderheiten und Anmerkungen

Bis auf die Spalte Lage sind alle Spalten sortierbar.
| Gebietsname                                                             | Bild/Commons   | LSG-ID       | WDPA-ID | Wikidata  | Ausweisung | Gemeinde(n) | Lage     | Fläche ha | Flächenanteil                                                     | Bemerkung |
| ----------------------------------------------------------------------- | -------------- | ------------ | ------- | --------- | ---------- | ----------- | -------- | --------- | ----------------------------------------------------------------- | --------- |
| Burgberg von Burglengenfeld                                             | weitere Bilder | LSG-00119.03 | 395549  | Q59654950 | 1964       |             | Position | 25,96     | Landkreis Schwandorf (100 %)                                      |           |
| Charlottenhofer Weiher                                                  | weitere Bilder | LSG-00119.10 | 395555  | Q59654956 | 1964       |             | Position | 793,29    | Landkreis Schwandorf (100 %)                                      |           |
| Dreifaltigkeitsberg - Miesberg - bei Schwarzenfeld                      | weitere Bilder | LSG-00105.02 | 395531  | Q59654939 | 1962       |             | Position | 15,08     | Landkreis Schwandorf (100 %)                                      |           |
| Katzdorfer Weihergruppe                                                 | weitere Bilder | LSG-00119.01 | 395547  | Q59656468 | 1964       |             | Position | 90,49     | Landkreis Schwandorf (100 %)                                      |           |
| Kreuzberg von Burglengenfeld                                            | weitere Bilder | LSG-00119.06 | 395551  | Q59654952 | 1964       |             | Position | 19,29     | Landkreis Schwandorf (100 %)                                      |           |
| Lauterachtal und Vilstal (Ostseite)                                     | weitere Bilder | LSG-00119.11 | 395556  | Q59654957 | 1964       |             | Position | 812,2     | Landkreis Amberg-Sulzbach (70,4 %), Landkreis Schwandorf (28,3 %) |           |
| Leonberger Holz                                                         |                | LSG-00119.09 | 395554  | Q59654955 | 1964       |             | Position | 125,78    | Landkreis Schwandorf (99,9 %)                                     |           |
| LSG innerhalb des Naturparks Oberpfälzer Wald (ehemals Schutzzone)      | weitere Bilder | LSG-00567.01 | 396117  | Q59655010 | 1995       |             | Position | 55355,95  | Landkreis Schwandorf (100 %)                                      |           |
| Magdalenenthal                                                          |                | LSG-00105.07 | 395533  | Q59654941 | 1962       |             | Position | 320,32    | Landkreis Schwandorf (100 %)                                      |           |
| Oberer Bayerischer Wald                                                 | weitere Bilder | LSG-00579.02 | 396129  | Q59656890 | 2004       |             | Position | 15935,84  | Landkreis Schwandorf (100 %)                                      |           |
| Oberes Naabtal: Münchshofer Berg mit Brunnberg von Burglengenfeld       | weitere Bilder | LSG-00119.07 | 395552  | Q59654953 | 1964       |             | Position | 347,84    | Landkreis Schwandorf (100 %)                                      |           |
| Oberes Naabtal: Naabeck - Strießendorf                                  |                | LSG-00119.02 | 395548  | Q59654949 | 1964       |             | Position | 98,6      | Landkreis Schwandorf (100 %)                                      |           |
| Unteres Naabtal - Ostseite                                              |                | LSG-00119.05 | 395550  | Q59654951 | 1964       |             | Position | 198,97    | Landkreis Schwandorf (100 %)                                      |           |
| Unteres Naabtal: Feldkreuz nördlich Zaar bis Burglengenfeld (Westseite) | weitere Bilder | LSG-00119.08 | 395553  | Q59654954 | 1964       |             | Position | 365,3     | Landkreis Schwandorf (100 %)                                      |           |